# Army United Football Club
Maillots
Le Royal Thai Army Football Club (en thaï : สโมสรฟุตบอลอาร์มี่ ยูไนเต็ด), plus couramment abrégé en Royal Thai Army, est un ancien club thaïlandais de football fondé en 1916 et disparu en 2019, et basé à Bangkok, la capitale du pays.
Il appartient à l'Armée royale thaïlandaise.

## Palmarès
| \| - Championnat de Thaïlande (2) : - Champion : 1983 et 2004-05. - Coupe de Thaïlande : - Finaliste : 2012. \| \| - Coupe de la Reine : - Finaliste : 1997. \| |  |                                           |
| - Championnat de Thaïlande (2) : - Champion : 1983 et 2004-05. - Coupe de Thaïlande : - Finaliste : 2012.                                                       |  | - Coupe de la Reine : - Finaliste : 1997. |

## Personnalités du club

### Présidents
- Prayuth Chan-ocha

### Entraîneurs
| - Amnart Chalermchaowarit (1996 - 1997) - Amnart Chalermchaowarit (2007) - Watcharakorn Antakhamphu (2008) - Thanadech Phooprasert (2009 - 2010) - Pongphan Wongsuwan (2011) - Adul Rungrueng (2011) - Amnart Chalermchaowarit (2012) - Paniphon Kerdyam (septembre 2012 - novembre 2012) - Alexandré Pölking (31 octobre 2012 - novembre 2013) - Matt Elliott (janvier 2014 - juin 2014) |  | - Gary A. Stevens (août 2014 - mai 2015) - Issara Sritaro (mai 2015 - octobre 2015) - Watcharakorn Antakhamphu (octobre 2015 - novembre 2016) - Thanis Areesngarkul (novembre 2016 - mars 2017) - Rangsiwut Chaloempathum (mars 2017 - juillet 2017) - Daniel Blanco (juillet 2017 - novembre 2017) - Nascimento (novembre 2017 - juin 2018) - Adul Luekijna (juin 2018 - octobre 2018) - Daniel Blanco (octobre 2018 - novembre 2019) |

### Joueurs célèbres
- Josimar (reste une saison durant laquelle il inscrit 16 buts[2]).